# Herinneringsmedaille voor de Veteranen van 1848/1849 (Oldenburg)
De Herinneringsmedaille voor de Veteranen van 1848/1849  werd door de Oldenburgse Groothertog Paul Frederik August ingesteld om de veteranen van de strijd om de hertogdommen Sleeswijk en Holstein tijdens de Eerste Duits-Deense Oorlog te belonen. De medaille is van brons. Uit de veilingprijs van 70 Euro kan worden opgemaakt dat de medaille niet zeldzaam is.
Tijdens het conflict van de Duitse Bond met het Koninkrijk Denemarken om de mogelijke annexatie door de Denen van het Hertogdom Sleeswijk-Holstein vocht Oldenburg, als steeds, aan Duitse zijde. Het Oldenburgse regiment was deel van het leger van de Duitse Bond en bestond sinds 1830 uit twee regimenten van ieder 10 compagnieën. In 1848 werden de Oldenburgse en Hanseatische regimenten (van de hanzesteden Bremen, Hamburg en Lübeck, samengevoegd tot een brigade onder Oldenburgs commando.
De brigade vocht in Sundewitt, Rübel en Stenderup.
Op de voorzijde van de medaille staat het met een beugelkroon gedekte monogram van de Groothertog. Op de keerzijde staat "1848 und 1849" binnen een randschrift met de woorden "FELDZUG IN SCHLESWICH-HOLSTEIN".